# Lorenzo 1994
| Recensione | Giudizio |
| ---------- | -------- |
| AllMusic   |          |

Lorenzo 1994 è il sesto album di Lorenzo Cherubini, in arte Jovanotti, pubblicato nel 1994. Da questo album sono stati estratti molti singoli fortunati fra cui Piove, Penso positivo e Serenata rap. Il disco ha venduto 600 000 copie.
L'album è presente nella classifica dei 100 dischi italiani più belli di sempre secondo Rolling Stone Italia alla posizione numero 5.

## Tracce
Testi e musiche di Jovanotti, Michele Centonze e Saturnino Celani, eccetto dove indicato.
1. Attaccami la spina – 3:43 (Jovanotti, Michele Centonze, Saturnino Celani, Renato Pareti)
2. Serenata rap – 5:11
3. Penso positivo – 5:06
4. I giovani – 1:29 (Jovanotti, Michele Centonze)
5. Si va via – 4:48
6. Piove – 3:19 (Jovanotti, Michele Centonze, Saturnino Celani, Luca Cersosimo, Franco Fasano)
7. Voglio di + – 4:23
8. Io ti cercherò – 4:36
9. Il ballerino – 2:50
10. India – 1:24 (Jovanotti, Michele Centonze)
11. Parola – 4:36
12. Soleluna – 5:12
13. Dammi spazio – 4:08
14. Barabba – 3:40
15. Dobbiamoinventarciqualcosa – 4:38
16. Il futuro del mondo – 4:29
17. Mario – 3:37
18. Viene sera – 4:34

## Formazione
- Jovanotti - voce, cori
- Saturnino - basso
- Michele Centonze - chitarra, cori
- Luca Cersosimo - programmazione, batteria elettronica
- Luca Degani - fisarmonica
- Massimo Mariello - tastiera, organo Hammond
- Pier Foschi - batteria
- Giorgio Prezioso - scratch
- Demo Morselli - tromba
- Amedeo Bianchi - sax
- Candelo Cabezas - percussioni
- Emanuela Cortesi, Lalla Francia - cori

## Classifiche

### Classifiche settimanali
| Classifica (1994) | Posizione massima |
| ----------------- | ----------------- |
| Austria           | 23                |
| Europa            | 22                |
| Germania          | 34                |
| Italia            | 1                 |
| Svizzera          | 17                |

### Classifiche di fine anno
| Classifica (1994) | Posizione |
| ----------------- | --------- |
| Europa            | 43        |
| Italia            | 2         |